# رجل الجناح المخلص
رجل الجناح المخلص هو نوع مقترح من المركبات الجوية القتالية المسيرة والتي تدمج الذكاء الاصطناعي والقادرة على التعاون مع الجيل التالي من الطائرات القتالية المأهولة، بما في ذلك المقاتلات والقاذفات من الجيل السادس مثل نورثروب جرومان بي-21 رايدر. وعلى عكس الطائرات المسيرة التقليدية، من المتوقع أن يكون رجل الجناح المخلص قادرًا على النجاة في ساحة المعركة ولكن بتكلفة أقل بكثير من طائرة مأهولة ذات قدرات مماثلة. في الولايات المتحدة، يُعرف هذا المفهوم باسم طائرة القتال التعاونية.

## الصفات
رجل الجناح المخلص هو طائرة عسكرية مسيرة مزودة بنظام تحكم بالذكاء الاصطناعي على متنها والقدرة على حمل وتسليم حمولة كبيرة من الأسلحة. من المتصور أن نظام الذكاء الاصطناعي سيكون أخف وزنًا وأقل تكلفة بقدر كبير من الطيار البشري مع أنظمة دعم الحياة المرتبطة به، ولكنه يوفر قدرة مماثلة في قيادة الطائرة وفي تنفيذ المهمة.
تعتمد بعض المفاهيم على طائرة موحدة منشورة في نسختين؛ الأولى كمقاتلة من الجيل السادس مع طيار بشري و/أو قائد معركة في قمرة القيادة، والثانية كطيار جناح مخلص مع نظام الذكاء الاصطناعي يحل محل الطيار البشري. تتصور شركة BAE Systems أن طائرة تيمبست قادرة على العمل في أي من التكوينين.
المفهوم الآخر يتمثل في تطوير رجل جناح أقصر مدى، ومن ثم أصغر حجمًا وأرخص ثمنًا، تحمله الطائرة الأم المأهولة وينطلق من الجو عند الحاجة. وتحمل الطائرة المسيرة بدورها ذخائرها الخاصة. ويؤدي هذا إلى تقليل التكلفة الإجمالية مع الحفاظ على الحماية للطائرات المأهولة في ساحة المعركة.

### الدور
التطبيق الرئيسي هو رفع دور الطيارين البشريين إلى مستوى قادة المهام، وترك الذكاء الاصطناعي في وظيفة رجل جناح مخلص للعمل تحت السيطرة التكتيكية كمشغلين ذوي مهارات عالية للمركبات الآلية منخفضة التكلفة نسبيًّا. 
يمكن لرجل الجناح المخلص تنفيذ مهام أخرى أيضًا، في دور "مستشعر، أو مطلق نار، أو حامل أسلحة، أو مخفض للتكاليف".

### القدرات
من المتوقع أن تكون تكلفة رجل الجناح المخلص أقل بكثير من تكلفة المقاتلة المأهولة، وعادة ما يُعتبر عرضة للاستنزاف. ستتوفر للطائرات المسيرة من هذا النوع معلومات استخباراتية كافية وأنظمة دفاع على متنها للنجاة في ساحة المعركة. وقد وصفها وزير القوات الجوية الأمريكية فرانك كيندال بأنها إصدارات يجري التحكم فيها عن بعد من أجهزة الاستهداف أو أجهزة الحرب الإلكترونية أو حاملات الأسلحة لتوفير أجهزة استشعار وذخائر إضافية؛ لتحقيق التوازن بين القدرة على تحمل التكاليف والقدرة.

## تاريخ التطوير
نشأ مفهوم رجل الجناح المخلص في أوائل العقد الأول من القرن الحادي والعشرين، ومنذ ذلك الحين، قامت دول مثل أستراليا والصين واليابان وروسيا والمملكة المتحدة والولايات المتحدة بالبحث والتطوير لمعايير التصميم والتقنيات اللازمة.